# Josep Galesiotes
Josep I Galesiotes (en grec medieval Ἰωσὴφ Α´ Γαλησιώτης) va ser dues vegades patriarca de Constantinoble, la primera de l'any 1266 al 1275 i una segona del 1282 fins a la seva mort el 1283.
Va succeir a Germà III de Constantinoble i es va oposar a la política religiosa de l'emperador Miquel VIII Paleòleg (1261-1282), que treballava per unificar les esglésies catòlica i ortodoxa. Va expressar amb valentia les seves objeccions a les propostes de l'emperador al sínode de Lió de l'any 1274. Després d'aquest sínode es va veure obligat a dimitir i l'emperador va nomenar patriarca a Joan XI de Constantinoble, molt més proper a la política interna de l'emperador. A la mort de Miquel Paleòleg (1282), el seu successor, Andrònic II el va restaurar en el càrrec, però va morir poc després.
L'Església ortodoxa el va declarar sant i celebra la seva festa el 30 d'octubre.